# Simochromis
Simochromis is een geslacht van straalvinnige vissen uit de familie van de cichliden (Cichlidae).

## Soorten
- Simochromis babaulti Pellegrin, 1927
- Simochromis diagramma (Günther, 1894)
- Simochromis margaretae Axelrod & Harrison, 1978
- Simochromis marginatus Poll, 1956
- Simochromis pleurospilus Nelissen, 1978